# Hilfspolizei

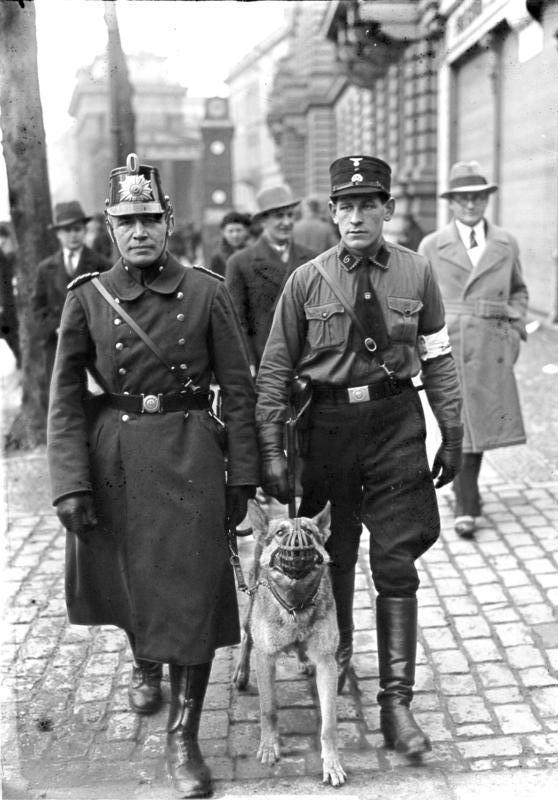
SS-Man ur Hilfspolizei (till höger) och tjänsteman ur Schutzpolizei med hund i Berlin på valdagen den 5 mars 1933.

Hilfspolizei (förkortat HiPo) var en tysk polisorganisation som existerade från februari till augusti 1933. Hermann Göring, som efter maktövertagandet den 30 januari 1933 hade utsetts till preussisk inrikesminister, skapade denna hjälppolis som hade i uppgift att förfölja och gripa alla statens fiender. Medlemmarna rekryterades från Sturmabteilung (SA), Schutzstaffel (SS) och Stahlhelm.